# Saint-Carné
Saint-Carné is een gemeente in het Franse departement Côtes-d'Armor, in de regio Bretagne. De plaats maakt deel uit van het arrondissement Dinan. Saint-Carné telde op 1 januari 2022 1.140 inwoners.

## Geografie
De oppervlakte van Saint-Carné bedraagt 8,36 km², de bevolkingsdichtheid is 126 inwoners per km² (per 1 januari 2019).
De onderstaande kaart toont de ligging van Saint-Carné met de belangrijkste infrastructuur en aangrenzende gemeenten.

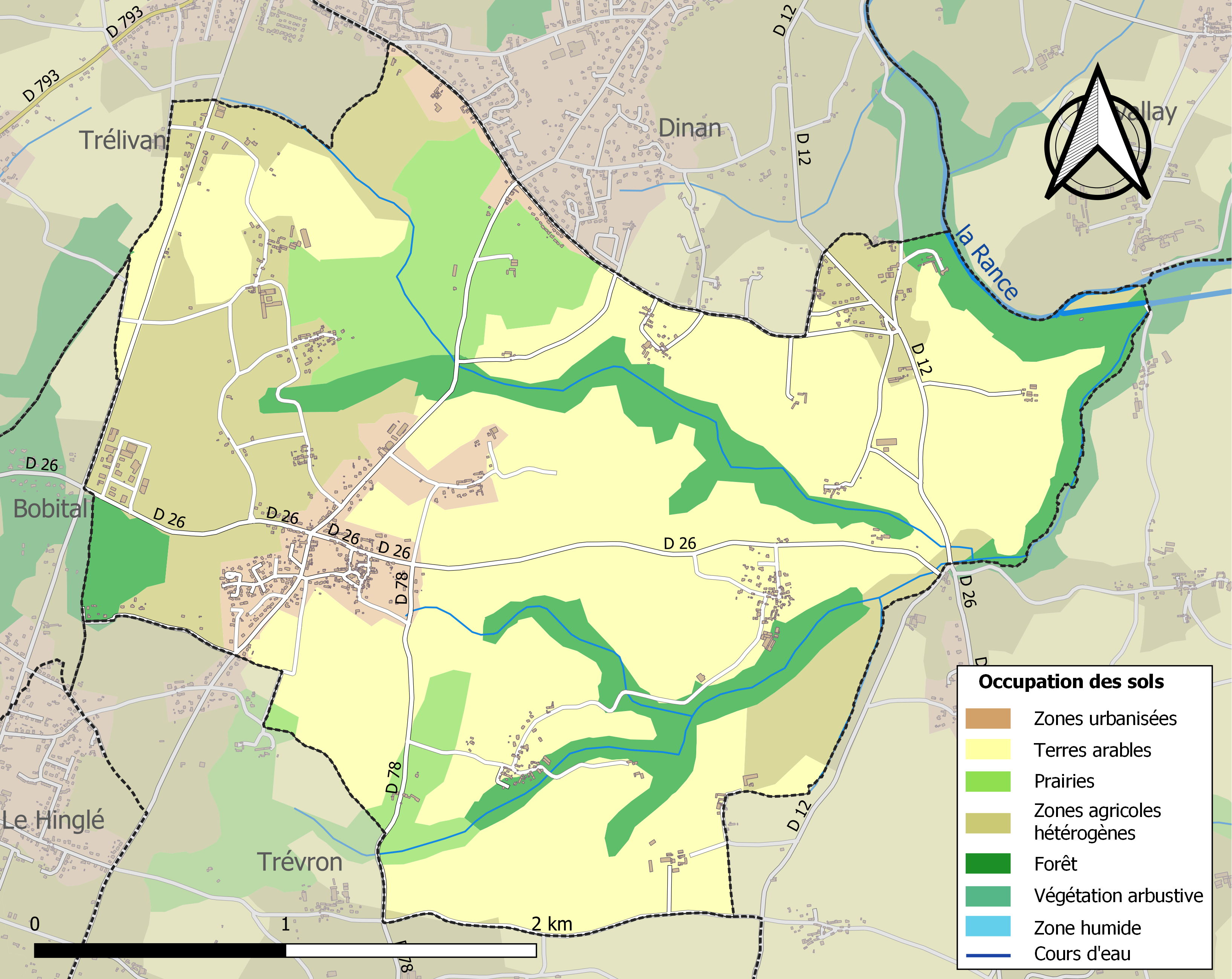

## Demografie
Onderstaande figuur toont het verloop van het inwonertal (bron: INSEE-tellingen). 